# Jolanta Kamińska
Jolanta Kamińska (ur. 24 listopada 1964 w Mogilnie) – polska siatkarka, grająca na pozycji przyjmującej. Członkini drużyny siatkarskiej Pałac Bydgoszcz, która w sezonie 1992/93 zdobyła mistrzostwo i puchar Polski.
Jej córka Marta jest siatkarką francuskiego klubu Pexinois Niort.

## Kluby
- Sokół Mogilno (wychowanka)
- KS Pałac Bydgoszcz – 1991–2003

## Sukcesy
- 1992/1993 – złoty medal Mistrzostw Polski
- srebrny medal mistrzostw Polski (2 razy) – sezony 2000/01, 2004/05
- brązowy medal mistrzostw Polski – sezon 1997/98
- Puchar Polski kobiet (2 razy) – sezon 2000/01